# Đớp ruồi lưng vàng
Ficedula narcissina là một loài chim trong họ Muscicapidae.

## Tham khảo

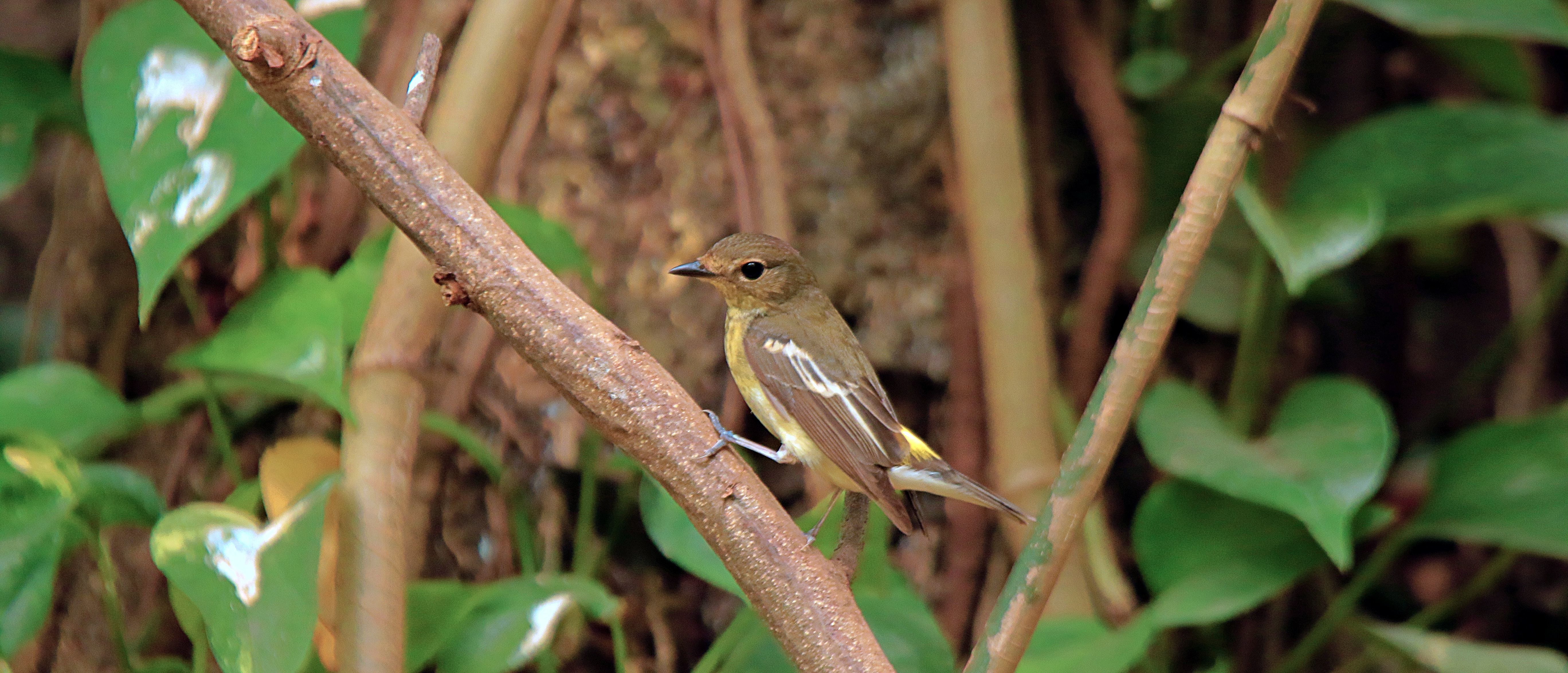
Đớp ruồi lưng vàng (chim mái)

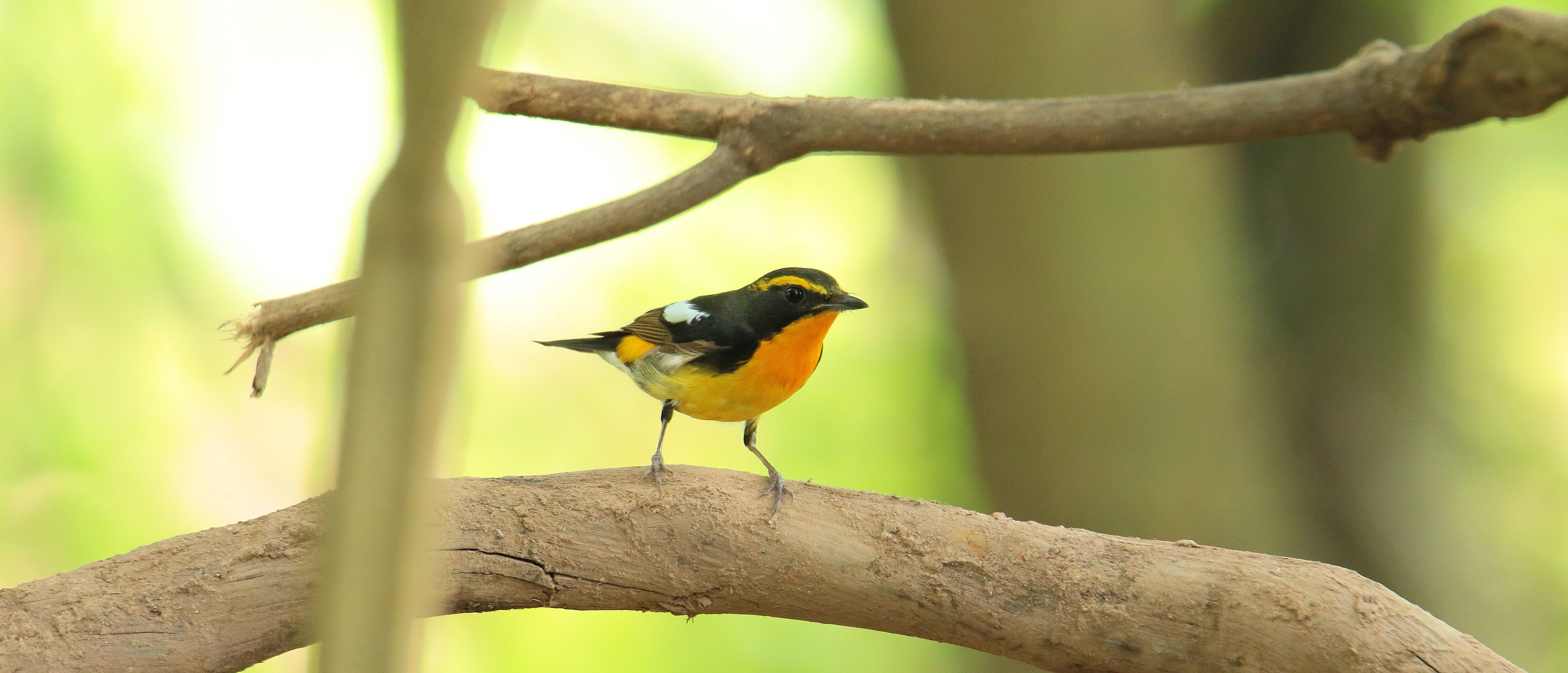
Chim trống